# Реджо нел'Емилия
 Тази статия е за града в Италия.  За провинцията вижте Реджо Емилия.  
Реджо нел'Емилия (на италиански: Reggio nell'Emilia) е град и община в Северна Италия, център на провинция Реджо Емилия в регион Емилия-Романя. Намира се на 58 m надморска височина в Паданската низина, на 60 km северозападно от Болоня. Населението на града е около 141 000 души.
В Реджо нел'Емилия е роден поетът Лудовико Ариосто (1474-1533).

## Побратимени градове
- Крагуевац, Сърбия
- Бидгошч, Полша
- Дижон, Франция
- Жирона, Испания
- Кишинев, Молдова